# کلیسای برادران پلیموث

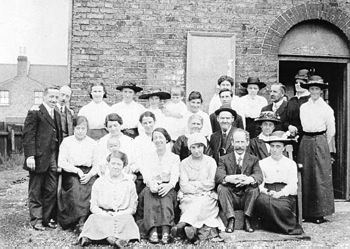
کلیسا و جماعت برادران پلیموث.

کلیسای برادران پلیموث (عربی: كنيسة الإخوة البليموث) یک جنبش مسیحی است که در قرن هفدهم از کلیسای انگلیکان در انگلیس منشعب گردید و چون در شهر پلایموث آغاز شد نام این شهر را بر آن گذاشتند. بین سال‌های ۱۸۲۷ تا ۱۸۲۸ چهار نفر از راندگان کلیساهای مسیحی دیگر با هم دیدار و ملاقات کردند و پیمان بستند همه نظام‌های کلیسایی اختراعی را را طرد کنند و کلیسای اصلی حق و حقیقت را بر اساس کتاب مقدس دوباره برپا کنند.↵این افراد با هم قرار گذاشتند برای اقامه عشای ربانی جمع بشوند. اولین جلسه این کلیسا در خانه فرانسیس هاچیسون در دوبلین ایرلند برگزار گردید. آن‌ها از این نقطه کوشیدند افکار خودشان را گسترش بدهند و بعد از آن مجموعه‌های دیگری نیز که وابسته به هیچ کلیسای دیگری نبود در دوبلین و اماکن دیگر در این منطقه شکل گرفت. ↵از بین این جمعیت‌ها، جماعت و تشکل پلیموث که در انگلیس شکل گرفت شکوفا گردید و شهرتش از همه بیشتر گردید. آن‌ها نام خودشان کلیسای برادران نامیدند، این افراد در این کلیسا از هر نوع سازمان و نظم در پرستش دوری جستند و این تحت ادعای ریاست خداوند بر کلیسا صورت می‌گرفت، بالاترین گفته‌ای که داشتند این بود که خدا بسیار دور از تعالیم بشر است. اسم آن‌ها بعداً به برادران پلیموث تغییر و تحول پیدا کرد.

## تاریخچه جنبش
این جنبش و حرکت با انشعاب و جدا شدن تعدادی از وابستگان به کلیسای انگلیکان شروع گردید، آنان معتقد بودند که سازمان کلیسا به‌شدت درگیر امور دنیوی گردیده‌است (براساس نظر این افراد) به همین خاطر در بسیاری از امور و قواعد ایمانی و دینی مسیحیت اهمال و سستی بخرج داده‌است. این افراد که عبارت بودند از جون نیلسون داربی، د. إدوارد کرونین. د. إدوارد ویلسون، جون جیقورد بیلیت، بنیامین ویلس نیوتن، فرانسیس ویلیام نیومان، البروفیسور جورج موللر، المبشر أنتونی نوریس جروفس، الواعظ أندرو میللر، المؤرخ ویلیام بنیامین نیتبای، إدموند هامر برودبینت، روی هابنیر، فرانسیس هوتشینسون، اولین جمع این جنبش شروع به برگزاری جلسه در خانه‌هایشان در ایرلند کردند، بر این افراد اسم برادر نام نهاده شد به این علت که همدیگر را با لقب برادر و خواهر صدا می‌زدند. بعد از مدتی این جنبش از ایرلند به بقیه نقاط بریتانیا منتقل شد و در سال ۱۸۳۱ میلادی یک شعبه از این جنبش در پلیموث انگلیس تشکیل گردید که نزدیک به ۱۵۰۰ عضو داشت که به اسم برادران از پلیموث شناخته می‌شدند و در مدت کوتاهی این اسم کوتاه شد و آنان به عنوان برادران پلیموث مورد خطاب قرار گرفتند، کما اینکه همین اسم روی کل این جنبش نیز نهاده شد.

## اختلافات بین دو دسته جنبش
این جماعت برادران به دو دسته تقسیم شده‌اند یک دسته برون گرایان می‌باشند و دسته دوم گوشه گیران و انزواگرایان در بعضی از مسائل الهی و متافیزیکی با اینکه این اختلافات در بیرون و برای کسانی که خارج از این جنبش و حرکت هستند روشن و واضح نمی‌باشد، اختلاف اصلی هم بر سر اجازه دادن کسی بیرون از خودشان برای شرکت در مراسم آن‌ها می‌باشد. برادران دسته برون‌گرا به هر مسیحی از هر فرقه ای و شعبه ای اجازه می‌دهند که در مراسم عبادی آنان و همین‌طور خوردن عشای ربانی شرکت کنند. در صورتی که برادران در دسته گوشه‌گیران و انزواگرایان از هرکسی غیر از خودشان برای شرکت در مراسم یا پیوستن به آنان از وی درخواست نامه توصیه و سفارش می‌کنند، کما اینکه یک ردیف پشتی دارند که اجازه می‌دهد که کسانی که نامه توصیه و سفارش ندارند در این صف قرار گرفته و فقط نظاره‌گر مراسم عبادت و نماز آنان باشد، ولی وی اجازه ندارد در این مراسم‌ها که به اسم پروردگار برگزار می‌گردد و همین‌طور عشای ربانی شرکت کند. هنگامیکه یکی از اعضای این جنبش بخواهد از منطقه ای به منطقه دیگری منتقل شود و بالطبع به جمع دیگری از برادران بپیوندد بایستی این عضو یک نامه توصیه و سفارش از رهبر سابق خودش در منطقه ای که قبلاً بوده‌است بگیرد که در آن نوشته شده‌است که وی یکی از اعضای جنبش و کلیسای برادران پلیموث است تا بتواند در تمام خدماتی که جمعیت برادران پلیموث ارائه می‌دهند شرکت کرده و بهره‌مند گردد.
اختلاف دوم بین دسته برون‌گرایان و انزواطلبان در نوع روابط و ارتباطاتشان با دیگر کلیساهای مسیحی می‌باشد، برادران در دسته برون گرایان در جلسات بررسی و تفسیر کتاب مقدس و دیدارها و جلسات جوانان و فعالیت‌های مختلف دیگر در کلیساهای پروتستان شرکت می‌کنند درصورتی دسته انزواگرایان از این کار امتناع کرده و فقط به برگزاری فعالیت‌ها در جمعیت خاص خودشان کمک می‌کنند.
اما اختلاف سوم آن‌ها با هم در استفاده از آلات موسیقی جلسات عبادی شان می‌باشد، براساس نظر و رأی آنان برای جلوگیری از تأثیرپذیری عقل به عناصری که از بیرون روی آن تأثیر دارد و هر چیزی که باعث می‌گردد روی عبادت روح آنان در فهم مطالب کتاب مقدس تأثیر داشته باشد و علت دفاع آن‌ها از این موضوع اقتدا و پیروی‌شان از کلیسای اولیه می‌باشد؛ ولی هر دو دسته استفاده از آلات موسیقی را در عشای ربانی ممنوع می‌دانند، برادران دسته برون‌گرایان استفاده از گیتار و پیانو و دف را در برنامه‌های دیگر کلیسا بغیر از عشای ربانی مجاز می‌دانند. در بعضی از نقاط دنیا برای مراسم عبادی هر دو دسته با هم جمع می‌شوند. برادران دسته برون گرایان مستمر از وحدت و به هم پیوستن دو دسته حمایت می‌کنند و برای همین آنان از فعالیت‌های مختلف در این زمینه حمایت می‌کنند مانند فرستادن هیئت‌های تبلیغاتی و همین‌طور شرکت در کنفرانس‌ها و جلساتی که وعاظ سیار برگزار می‌کنند.
در سال‌های اخیر این جنبش به سمت عقاید کلیساهای پروتستانی انگلیس میل و سمت پیدا کرده‌است ولیکن بدون هیچگونه ارتباط رسمی و سازماندهی شده با این کلیساها. کما اینکه هر دو دسته این جنبش عشاء ربانی را هفته ای یک بار برگزار می‌کند در صورتی که غالب کلیساهای پروتستان این مراسم را ماهی یکبار برگزار می‌کنند.

## اصطلاح برادران پلیموث
جنبش برادران پلیموث به‌طور غیرمعمول خودش را یک اسم مذهبی نمی‌داند، پیروان این راه و روش خودشان را برادران پلیموث نمی‌نامند و به جنبش خودشان به این دید که یک طایفه یا مذهب خاصی هستند نگاه نمی‌کنند، برای همین این جنبش دارای یک مؤسسه مرکزی یا سیستم اداری واقعی نیست، هر جمعیتی از این آیین در همان منطقه خودش مسئول اجرای امورات خودشان می‌باشند یعنی اینکه هر جمعیتی از این آیین در منطقه خودش مستقل و خودمختار است و خودش امور خودش را برنامه‌ریزی و اجرا می‌کند، ولی با همه این‌ها کلیساهای این جنبش در ارتباط با یکدیگر می‌باشند.
برادران پلیموث همدیگر را به عنوان جماعت (جمعیت) می‌شناسند. اعضای این جمعیت همدیگر را با القابی مانند برادر یا قدیس یا دوست و رفیق خطاب می‌کنند، برای آن‌ها استفاده از اصطلاح برادران پلیموث ممنوع می‌باشد؛ ولیکن این لقب و تسمیه به آن‌ها چسبیده‌است برای اینکه آنان خودشان را به عنوان یک طایفه یا مذهب دارای یک سازمان مشخص نمی‌دانند و معرفی نمی‌کنند.
صفت عام و شاخص برادران پلیموث در آمریکا و بعضی از نقاط اروپا در برگزاری مراسم‌های مختلف این کلیسا در هوای آزاد می‌باشد مانند خرد کردن نان و عشای ربانی و مراسم سالگرد و یادواره‌ها. آن‌ها شرکت در این مراسم را مشارکت ایمانی بین خودشان می‌دانند. جلسات جمعیت‌های پلیموث اساساً در یک بنا و ساختمانی برگزار می‌گردد که بنام سالن بشارت یا سالن انجیل یا نمازخانه انجیل یا معبد و پرستشگاه کتاب یا کلیسای کتاب مقدس بین خود پیروان این آیین شناخته می‌شود.

## خدمت
برنامه روز یکشنبه بین تمام جمعیت‌های مختلف این جنبش مراسمش یکسان و مشترک می‌باشد. برادران روی مراسم و آموزش و فراگیری متمرکز می‌باشد، آن‌ها دارای مدارسی هستند به نام مدارس روز یکشنبه که در این مدارس به کودکان و نوجوانان و جوانان این آیین اصول دین و همین‌طور خواندن نماز آموزش داده می‌شود، در گذشته خیلی از اوقات اعضای این جمعیت روزانه برای خواندن کتاب مقدس در منزل یکی از اعضاء جمع می‌شدند، ولی امروزه این تمام اینکار در خود کلیسا صورت می‌گیرد و به اسم خواندن و تفسیر کتاب شناخته می‌شود. برنامه‌های دیگر این جمعیت عبارت است از:
- جلسه هفتگی برای شرکت معنوی و روحی یک کار ضروری دراین آیین می‌باشد.
- این جمعیت را یک نفر تکی فرماندهی نمی‌کند و رهبری جمعی است.
- انسان آزاد و مختار و مسئول است که در مراسم عبادت‌ها شرکت بکند یا نکند.
- سکوت زنان شرکت‌کننده در این اجتماعات واجب است کما اینکه بایستی حتماً در حین نماز زنان بایستی روسری داشته باشند همان‌طور که در انجیل توصیه شده‌است، و وی اجازه ندارد اقدام به برگزاری یک مراسم روحی و عبادی بنماید
- . برای وعظ از روی انجیل اهمیت بالایی قائل می‌باشند
- رد هر گونه جدایی و انفصال بین مؤمنین براساس وجود طبقه رجال دین و طبقه مردم عادی و معمولی
- رهبری جمعی کلیسا و انتخاب این رهبری از بین اشخاص شایسته و ذی‌صلاح برای این منظور
- شرکت در مراسم غسل تعمید و شرکت در مراسم هفتگی کلیسا برای افراد این جنبش اجباری و لازم می‌باشد.

## تأثیرات و فعالیتهای این جنبش
تأثیر برادران پلیموث بر مسیحیت پروتستان بیشتر از نسبت و کمیت عددی شان بین پروتستان‌ها بوده‌است، این جنبش امروزه در تمامی نقاط عالم دارای اعضاء و کلیسا می‌باشد. این جنبش دارای یک سری سازمان‌ها و موسسه‌های خاص برای برگزاری مراسم و بشارت و ارشاد و راهنمایی و همین‌طور تعلیم و آماده‌سازی کادر برای کار در بین جمعیت خودشان می‌باشد. کما اینکه این جنبش عقیده و اندیشه خودشان را از طریق چاپ این عقاید و انتشار کتب مختلف ترویج وگسترش می‌دهد، گفته می‌شود که یک سوم مطبوعاتی که در اروپا چاپ می‌شود مطبوعات مربوط به جمعیت برادران پلیموث می‌باشد.

## مخالفان
مخالفان این جماعت می‌گویند که برادران پلیموث صاحبان بدعت گوشه‌گیری تحت شعار «وحدت و یگانگی حق‌الهی» می‌باشند، یعنی همانا خدا یک کتاب واحد فرستاده که دارای معنی واحد می‌باشد، آن‌ها منکر آرای مختلف دینی و اختلاف در تفسیر این کتاب بین مدارس مختلف می‌باشند و طبعاً به وحدت کتاب و غیرقابل تجزیه بودن آن فرا می‌خوانند.
با این ادعاء برادران پلیموث با تمسک به کتاب مقدس خیلی از مواردی که در آن آمده‌است به‌خصوص مواردی که سازماندهی کلیسا وارد شده‌است را منکر می‌باشند، برای مثال آنها:
- از آلات موسیقی در مراسم‌های خودشان استفاده نمی‌کنند – در صورتی که کتاب مقدس مملو از آن است – پاسخ برادران پلیموث این است که این موضوع در نظام عبادتی آن‌ها در عهد جدید در جلسات عبادی خاص خودشان ذکر نشده‌است.
- نماز را همان‌طور که مسیح به شاگردانش یاد داد و بقیه کلیساها همان‌طور اقامه می‌کنند را نمی‌خوانند.